# Sun Qingmei
Sun Qingmei (19 de junho de 1966) é uma ex-futebolista chinesa, medalhista olímpica.

## Carreira
Sun Qingmei integrou o elenco da Seleção Chinesa de Futebol Feminino, nas Olimpíadas de 1996, que ficou em segundo lugar, ela marcou três gol no evento. 